# Bröderna Svenssons Kraftstation
Bröderna Svenssons Kraftstation var en privatägd kraftstation i Ödsbyn 1922-1955.
Kraftstationen byggdes 1922 av bröderna Svensson främst för deras eget behov. Den byggdes i anslutning till sågen. De hade sedan tidigare bolaget Bröderna Svenssons såg och Snickeri. Turbinen drog en likströmsgenerator som producerade c:a 15 hästkrafter c:a 11 kW, nu kom kanalen som tidigare användes till den vattendrivna sågen, väl till pass. Ledningar drogs upp till byn till deras egna gårdar som var de första i byn som hade elektriskt lyse. 1938 förbättrades kraftstationen och en större: turbin samt likströmsgenerator som producerade c:a 55 hästkrafter c:a 40 kW. införskaffades och man kunde nu leverera likström till den angränsande byn Västergensjö.
Kostnaden för elektriciteten betalades i början per lampa och för elmotorn den kraft som förbrukades. De sista tre åren installerades elmätare i gårdarna. På vårarna och höstarna vid till exempel vedkapning och tröskning gick det åt mycket elström. Lamporna blev gula när en större stock kapades eller en för stor kornkärve släpptes igenom tröskverket. Efter en sådan stor kärve var det nära att tröskverket stannade och den som matade måste då göra uppehåll tills det kommit upp i varv igen.
Det fanns inga kraftuttag i gårdarna utan motorkablarna fästes i långa stänger och hängdes direkt på ledningen som givetvis var livsfarligt, men veterligt hände ingen olycka. Inne i gårdarna var det monterat med isolerade trådar. Isoleringen bestod av gummi och en sorts väv utanpå som givetvis var lätta att skala av och därmed farliga att vidröra.
1955 lades kraftstationen ner och Vattenfall övertog eldistributionen.